# 안토니오 마르치알레
안토니오 마르치알레(Antonio Marziale, 1997년 4월 5일 ~ )는 미국의 영화배우, 텔레비전 배우이다.
피츠버그에서 태어났다.

## 영화
- 알렉스 스트레인지러브 (2018년)